# Miconia rabenii
Miconia rabenii är en tvåhjärtbladig växtart som beskrevs av Célestin Alfred Cogniaux. Miconia rabenii ingår i släktet Miconia och familjen Melastomataceae. Inga underarter finns listade i Catalogue of Life.